# ATP Тур 1996
ATP Тур 1996 (англ. 1996 Association of Tennis Professionals (ATP) World Tour) — элитный мировой тур теннисистов-профессионалов, проводимый Ассоциацией Теннисистов Профессионалов (ATP) с января по декабрь. В 1996 году он включал:
- 4 турнира Большого шлема (проводится Международной федерацией тенниса (англ. International Tennis Federation, ITF));
- 9 турниров в серии ATP Super 9;
- 12 турниров в серии ATP Championship Series;
- 57 турниров в серии ATP World Series;
- Командный Кубок Мира;
- Кубок Дэвиса (проводится ITF);
- Кубок Мастерс;
- Кубок Большого шлема;
- Летние Олимпийские игры.

## Расписание ATP Тура 1996 года
Ниже представлено полное расписание соревнований по ходу года, включай всех победителей и финалистов турниров — в одиночном, парном и смешанных разрядах.
| Турнир Большого шлема   |
| Кубок Мастерс           |
| Олимпийские игры        |
| ATP Super 9             |
| ATP Championship Series |
| ATP World Series        |
| Командные соревнования  |

### Январь
| Дата начала | Турнир | Чемпионы (Счёт финала)                             | Финалисты                     |
| ----------- | --- | -------------------------------------------------- | ----------------------------- |
| 1 января    | Международный теннисный турнир в Аделаиде Аделаида, Австралия ATP World Series $303,000— Хард Турнир 1996                                      | Евгений Кафельников 7-6(0), 3-6, 6-1               | Байрон Блэк                   |
| 1 января    | Международный теннисный турнир в Аделаиде Аделаида, Австралия ATP World Series $303,000— Хард Турнир 1996                                      | Тодд Вудбридж Марк Вудфорд 7-5 7-6                 | Йонас Бьоркман Томми Хо       |
| 1 января    | Открытый чемпионат Катара Доха, Катар ATP World Series $600,000 — Хард Турнир 1996                                                             | Петр Корда 7-6(5), 2-6, 7-6(5)                     | Юнес эль-Айнауи               |
| 1 января    | Открытый чемпионат Катара Доха, Катар ATP World Series $600,000 — Хард Турнир 1996                                                             | Марк Ноулз Даниэль Нестор 7-6, 6-3                 | Паул Хархёйс Якко Элтинг      |
| 8 января    | Открытый чемпионат Индонезии Джакарта, Индонезия ATP World Series $303,000 — Хард Турнир 1996                                                  | Шенг Схалкен 6-3, 6-2                              | Юнес эль-Айнауи               |
| 8 января    | Открытый чемпионат Индонезии Джакарта, Индонезия ATP World Series $303,000 — Хард Турнир 1996                                                  | Рик Лич Скотт Мелвилл 6-1, 2-6, 6-1                | Кент Киннэр Дейв Рэндолл      |
| 8 января    | Открытый чемпионат Окленда Окленд, Новая Зеландия ATP World Series $303,000 — Хард Турнир 1996                                                 | Иржи Новак 6-4, 6-4                                | Бретт Стивен                  |
| 8 января    | Открытый чемпионат Окленда Окленд, Новая Зеландия ATP World Series $303,000 — Хард Турнир 1996                                                 | Маркос Ондруска Джек Уэйт Без игры                 | Йонас Бьоркман Бретт Стивен   |
| 8 января    | Международный теннисный турнир в Сиднее Сидней, Австралия ATP World Series $303,000 — Хард Турнир 1996                                         | Тодд Мартин 5-7, 6-3, 6-4                          | Горан Иванишевич              |
| 8 января    | Международный теннисный турнир в Сиднее Сидней, Австралия ATP World Series $303,000 — Хард Турнир 1996                                         | Ян Симеринк Элис Феррейра 5-7, 6-4, 6-1            | Патрик Макинрой Сэндон Столл  |
| 15 января   | Открытый чемпионат Австралии Мельбурн, Австралия Турнир Большого шлема $3,180,318 — Хард Одиночный турнир — Парный турнир Турнир смешанных пар | Борис Беккер 6-2, 6-4, 2-6, 6-2                    | Майкл Чанг                    |
| 15 января   | Открытый чемпионат Австралии Мельбурн, Австралия Турнир Большого шлема $3,180,318 — Хард Одиночный турнир — Парный турнир Турнир смешанных пар | Петр Корда Стефан Эдберг 7-5, 7-5, 4-6, 6-1        | Себастьян Ларо Алекс О'Брайен |
| 15 января   | Открытый чемпионат Австралии Мельбурн, Австралия Турнир Большого шлема $3,180,318 — Хард Одиночный турнир — Парный турнир Турнир смешанных пар | Марк Вудфорд Лариса Савченко-Нейланд 4-6, 7-5, 6-0 | Люк Дженсен Николь Арендт     |
| 29 января   | Croatian Indoors Загреб, Хорватия ATP World Series $375,000 — Ковёр (зал) Турнир 1996                                                          | Горан Иванишевич 3-6, 6-3, 6-2                     | Седрик Пьолин                 |
| 29 января   | Croatian Indoors Загреб, Хорватия ATP World Series $375,000 — Ковёр (зал) Турнир 1996                                                          | Либор Пимек Менно Остинг 6-3, 7-6                  | Мартин Дамм Хендрик Ян Давидс |
| 29 января   | Открытый чемпионат Шанхая Шанхай, Китай ATP World Series $303,000 — Ковёр (зал) Турнир 1996                                                    | Андрей Ольховский 7-6(5), 6-2                      | Марк Ноулз                    |
| 29 января   | Открытый чемпионат Шанхая Шанхай, Китай ATP World Series $303,000 — Ковёр (зал) Турнир 1996                                                    | Марк Ноулз Роджер Смит 4-6, 6-2, 7-6               | Джим Грэбб Майкл Теббатт      |

### Февраль
| Дата начала | Турнир | Чемпионы (Счёт финала)                                                                        | Финалисты                                                                     |
| ----------- | --- | --------------------------------------------------------------------------------------------- | ----------------------------------------------------------------------------- |
| 5 февраля   | Кубок Дэвиса. 1996. 1-й раунд Рим, Италия — Грунт Йоханнесбург, ЮАР — Хард (зал) Женева, Швейцария — Грунт (зал) Безансон, Франция — Хард (зал) Джайпур, Индия — Трава Катринехольм, Швеция — Ковёр (зал) Пльзень, Чехия — Ковёр (зал) Карлсбад, США — Хард | Победители Италия 3-2 ЮАР 3-2 Германия 5-0 Франция 5-0 Индия 5-0 Швеция 4-1 Чехия 3-2 США 5-0 | Проигравшие Россия Австрия Швейцария Дания Нидерланды Бельгия Венгрия Мексика |
| 12 февраля  | Теннисный чемпионат Дубая Дубай, ОАЭ ATP World Series $1,014,250 — Хард Турнир 1996 | Горан Иванишевич 6-4, 6-3                                                                     | Альберт Коста                                                                 |
| 12 февраля  | Теннисный чемпионат Дубая Дубай, ОАЭ ATP World Series $1,014,250 — Хард Турнир 1996 | Байрон Блэк Грант Коннелл 6-0, 6-1                                                            | Карел Новачек Иржи Новак                                                      |
| 12 февраля  | Open 13 Марсель, Франция ATP World Series $514,250 — Хард (зал) Турнир 1996 | Ги Форже 7-5, 6-4                                                                             | Седрик Пьолин                                                                 |
| 12 февраля  | Open 13 Марсель, Франция ATP World Series $514,250 — Хард (зал) Турнир 1996 | Гийом Рау Жан-Филипп Флёриан 6-3, 6-2                                                         | Мариус Барнард Петер Нюборг                                                   |
| 12 февраля  | Sybase Open Сан-Хосе, США ATP World Series $303,000 — Хард (зал) Турнир 1996 | Пит Сампрас 6-2, 6-3                                                                          | Андре Агасси                                                                  |
| 12 февраля  | Sybase Open Сан-Хосе, США ATP World Series $303,000 — Хард (зал) Турнир 1996 | Тревор Кронеман Дэвид Макферсон 6-4, 3-6, 6-3                                                 | Ричи Ренеберг Джонатан Старк                                                  |
| 19 февраля  | Чемпионат Европейского сообщества Антверпен, Бельгия ATP Championship Series $875,000 — Ковёр (зал) Турнир 1996 | Михаэль Штих 6-3, 6-2, 7-6(5)                                                                 | Горан Иванишевич                                                              |
| 19 февраля  | Чемпионат Европейского сообщества Антверпен, Бельгия ATP Championship Series $875,000 — Ковёр (зал) Турнир 1996 | Йонас Бьоркман Никлас Культи 6-4, 6-4                                                         | Евгений Кафельников Менно Остинг                                              |
| 19 февраля  | Kroger St. Jude International Мемфис, США ATP Championship Series $683,000 — Хард (зал) Турнир 1996 | Пит Сампрас 6-4, 7-6(2)                                                                       | Тодд Мартин                                                                   |
| 19 февраля  | Kroger St. Jude International Мемфис, США ATP Championship Series $683,000 — Хард (зал) Турнир 1996 | Даниэль Нестор Марк Ноулз 7-6, 1-6, 6-4                                                       | Тодд Вудбридж Марк Вудфорд                                                    |
| 26 февраля  | Milan Indoor Милан, Италия ATP Championship Series $689,250 — Ковёр (зал) Турнир 1996 | Горан Иванишевич 6-3, 7-6(3)                                                                  | Марк Россе                                                                    |
| 26 февраля  | Milan Indoor Милан, Италия ATP Championship Series $689,250 — Ковёр (зал) Турнир 1996 | Андреа Гауденци Горан Иванишевич 6-4, 7-5                                                     | Ги Форже Якоб Хласек                                                          |
| 26 февраля  | Advanta Championships Филадельфия, США ATP Championship Series $589,250 — Хард (зал) Турнир 1996 | Джим Курье 6-4, 6-3                                                                           | Крис Вудрафф                                                                  |
| 26 февраля  | Advanta Championships Филадельфия, США ATP Championship Series $589,250 — Хард (зал) Турнир 1996 | Тодд Вудбридж Марк Вудфорд 7-6, 6-2                                                           | Байрон Блэк Грант Коннелл                                                     |

### Март
| Дата начала | Турнир | Чемпионы (Счёт финала)                         | Финалисты                      |
| ----------- | --- | ---------------------------------------------- | ------------------------------ |
| 4 марта     | Открытый чемпионат Мексики Мехико, Мексика ATP World Series $305,000 — Грунт Турнир 1996                        | Томас Мустер 7-6(3), 6-2                       | Иржи Новак                     |
| 4 марта     | Открытый чемпионат Мексики Мехико, Мексика ATP World Series $305,000 — Грунт Турнир 1996                        | Дональд Джонсон Франсиско Монтана 6-2, 6-4     | Николас Перейра Эмилио Санчес  |
| 4 марта     | ABN AMRO World Tennis Tournament Роттердам, Нидерланды ATP World Series $725,000 — Ковёр (зал) Турнир 1996      | Горан Иванишевич 6-4, 3-6, 6-3                 | Евгений Кафельников            |
| 4 марта     | ABN AMRO World Tennis Tournament Роттердам, Нидерланды ATP World Series $725,000 — Ковёр (зал) Турнир 1996      | Дэвид Адамс Мариус Барнард 6-3, 5-7, 7-6       | Хендрик Ян Давидс Цирил Сук    |
| 4 марта     | Franklin Templeton Classic Скоттсдейл, США ATP World Series $303,000 — Хард Турнир 1996                         | Уэйн Феррейра 2-6, 6-3, 6-3                    | Марсело Риос                   |
| 4 марта     | Franklin Templeton Classic Скоттсдейл, США ATP World Series $303,000 — Хард Турнир 1996                         | Патрик Гэлбрайт Рик Лич 5-7, 7-5, 7-5          | Ричи Ренеберг Бретт Стивен     |
| 11 марта    | Newsweek Champions Cup Индиан-Уэллс, США ATP Super 9 $1,950,000 — Хард Одиночный турнир — Парный турнир         | Майкл Чанг 7-5, 6-1, 6-1                       | Паул Хархёйс                   |
| 11 марта    | Newsweek Champions Cup Индиан-Уэллс, США ATP Super 9 $1,950,000 — Хард Одиночный турнир — Парный турнир         | Тодд Вудбридж Марк Вудфорд 6-3, 6-4            | Брайан Макфи Майкл Теббатт     |
| 11 марта    | Открытый чемпионат Копенгагена Копенгаген, Дания ATP World Series $203,000 — Ковёр (зал) Турнир 1996            | Седрик Пьолин 6-2, 7-6(7)                      | Кеннет Карлсен                 |
| 11 марта    | Открытый чемпионат Копенгагена Копенгаген, Дания ATP World Series $203,000 — Ковёр (зал) Турнир 1996            | Либор Пимек Байрон Талбот 7-6, 3-6, 6-3        | Уэйн Артурс Эндрю Кратцман     |
| 18 марта    | Lipton Championships Майами, США ATP Super 9 $2,300,000 — Хард Одиночный турнир — Парный турнир                 | Андре Агасси 3-0, — отказ                      | Горан Иванишевич               |
| 18 марта    | Lipton Championships Майами, США ATP Super 9 $2,300,000 — Хард Одиночный турнир — Парный турнир                 | Тодд Вудбридж Марк Вудфорд 6-1, 6-3            | Патрик Гэлбрайт Эллис Феррейра |
| 18 марта    | Открытый чемпионат Санкт-Петербурга Санкт-Петербург, Россия ATP World Series $300,000 — Ковёр (зал) Турнир 1996 | Магнус Густафссон 6-2, 7-6(4)                  | Евгений Кафельников            |
| 18 марта    | Открытый чемпионат Санкт-Петербурга Санкт-Петербург, Россия ATP World Series $300,000 — Ковёр (зал) Турнир 1996 | Евгений Кафельников Андрей Ольховский 6-3, 6-4 | Никлас Культи Петер Нюборг     |
| 25 марта    | Гран-при Хасана II Касабланка, Марокко ATP World Series $203,000 — Грунт Турнир 1996                            | Томас Карбонель 7-5, 1-6, 6-2                  | Гильберт Шаллер                |
| 25 марта    | Гран-при Хасана II Касабланка, Марокко ATP World Series $203,000 — Грунт Турнир 1996                            | Иржи Новак Давид Рикл 7-6, 6-3                 | Томас Карбонель Франсиско Ройг |

### Апрель
| Дата начала | Турнир | Чемпионы (Счёт финала)                                 | Финалисты                          |
| ----------- | --- | ------------------------------------------------------ | ---------------------------------- |
| 1 апреля    | Кубок Дэвиса 1996. 1/4 финала Рим, Италия — Грунт Лимож, Франция — Грунт (зал) Калькутта, Индия — Трава Прага, Чехия — Ковёр (зал) | Победители Италия 4-1 Франция 5-0 Швеция 5-0 Чехия 3-2 | Проигравшие ЮАР Германия Индия США |
| 8 апреля    | Открытый чемпионат Гонконга Гонконг ATP World Series $303,000 — Хард Турнир 1996                                                   | Пит Сампрас 6-4, 3-6, 6-4                              | Майкл Чанг                         |
| 8 апреля    | Открытый чемпионат Гонконга Гонконг ATP World Series $303,000 — Хард Турнир 1996                                                   | Патрик Гэлбрайт Андрей Ольховский 6-3, 6-7, 7-6        | Кент Киннэр Дейв Рэндолл           |
| 8 апреля    | Gold Flake Open Нью-Дели, Индия ATP World Series $405,000 — Хард Турнир 1996                                                       | Томас Энквист 6-2, 7-6(3)                              | Байрон Блэк                        |
| 8 апреля    | Gold Flake Open Нью-Дели, Индия ATP World Series $405,000 — Хард Турнир 1996                                                       | Йонас Бьоркман Никлас Культи 4-6, 6-4, 6-4             | Байрон Блэк Сэндон Столл           |
| 8 апреля    | Открытый чемпионат Эшторила Оэйраш, Португалия ATP World Series $600,000 — Грунт Турнир 1996                                       | Томас Мустер 7-6(4), 6-4                               | Андреа Гауденци                    |
| 8 апреля    | Открытый чемпионат Эшторила Оэйраш, Португалия ATP World Series $600,000 — Грунт Турнир 1996                                       | Томас Карбонель Франсиско Ройг 6-3, 6-2                | Грег ван Эмбург Том Нейссен        |
| 15 апреля   | Приз графа Годо Барселона, Испания ATP Championship Series $800,000 — Грунт Турнир 1996                                            | Томас Мустер 6-3, 4-6, 6-4, 6-1                        | Марсело Риос                       |
| 15 апреля   | Приз графа Годо Барселона, Испания ATP Championship Series $800,000 — Грунт Турнир 1996                                            | Луис Лобо Хавьер Санчес 6-1, 6-3                       | Нил Броуд Пит Норвал               |
| 15 апреля   | Открытый чемпионат Бермуд Пейджет, Бермудские острова ATP World Series $303,000 — Грунт Турнир 1996                                | Маливай Вашингтон 6-7(6), 6-4, 7-5                     | Марсело Филиппини                  |
| 15 апреля   | Открытый чемпионат Бермуд Пейджет, Бермудские острова ATP World Series $303,000 — Грунт Турнир 1996                                | Ян Апелль Брент Хайгарт 3-6, 6-1, 6-3                  | Пэт Кэш Патрик Рафтер              |
| 15 апреля   | Открытый чемпионат Японии Токио, Япония ATP Championship Series $935,000 — Хард Турнир 1996                                        | Пит Сампрас 6-4, 7-5                                   | Ричи Ренеберг                      |
| 15 апреля   | Открытый чемпионат Японии Токио, Япония ATP Championship Series $935,000 — Хард Турнир 1996                                        | Тодд Вудбридж Марк Вудфорд 6-2, 6-3                    | Рик Лич Марк Ноулз                 |
| 22 апреля   | Monte Carlo Open Рокебрюн — Кап-Мартен, Франция ATP Super 9 $1,950,000 — Грунт Одиночный турнир — Парный турнир                    | Томас Мустер 6-3, 5-7, 4-6, 6-3, 6-2                   | Альберт Коста                      |
| 22 апреля   | Monte Carlo Open Рокебрюн — Кап-Мартен, Франция ATP Super 9 $1,950,000 — Грунт Одиночный турнир — Парный турнир                    | Ян Симеринк Эллис Феррейра 2-6, 6-3, 6-2               | Йонас Бьоркман Никлас Культи       |
| 22 апреля   | Открытый чемпионат Сеула Сеул, Южная Корея ATP World Series $203,000- Хард Турнир 1996                                             | Байрон Блэк 7-6(3), 6-3                                | Мартин Дамм                        |
| 22 апреля   | Открытый чемпионат Сеула Сеул, Южная Корея ATP World Series $203,000- Хард Турнир 1996                                             | Рик Лич Джонатан Старк 6-4, 6-4                        | Кент Киннэр Кевин Ульетт           |
| 29 апреля   | AT&T Tennis Challenge Атланта, США ATP World Series $303,000- Грунт Турнир 1996                                                    | Карим Алами 6-3, 6-4                                   | Никлас Культи                      |
| 29 апреля   | AT&T Tennis Challenge Атланта, США ATP World Series $303,000- Грунт Турнир 1996                                                    | Кристо ван Ренсбург Дэвид Уитон 7-6, 6-2               | Билл Беренс Мэтт Лусена            |
| 29 апреля   | BMW Open Мюнхен, Германия ATP World Series $400,000 — Грунт Турнир 1996                                                            | Слава Доседел 6-4, 4-6, 6-3                            | Карлос Мойя                        |
| 29 апреля   | BMW Open Мюнхен, Германия ATP World Series $400,000 — Грунт Турнир 1996                                                            | Лен Бейл Стефен Нотебом 4-6, 7-6, 6-4                  | Оливье Делетр Диего Наргисо        |
| 29 апреля   | Открытый чемпионат Праги Прага, Чехия ATP World Series $340,000 — Грунт Турнир 1996                                                | Евгений Кафельников 7-5, 1-6, 6-3                      | Богдан Улиграх                     |
| 29 апреля   | Открытый чемпионат Праги Прага, Чехия ATP World Series $340,000 — Грунт Турнир 1996                                                | Даниэль Вацек Евгений Кафельников 6-3, 6-7, 6-3        | Луис Лобо Хавьер Санчес            |

### Май
| Дата начала | Турнир | Чемпионы (Счёт финала)                     | Финалисты                      |
| ----------- | --- | ------------------------------------------ | ------------------------------ |
| 6 мая       | Открытый чемпионат Германии Гамбург, Германия ATP Super 9 $1,950,000 — Грунт Одиночный турнир — Парный турнир                            | Роберто Карретеро 2-6, 6-4, 6-4, 6-4       | Алекс Корретха                 |
| 6 мая       | Открытый чемпионат Германии Гамбург, Германия ATP Super 9 $1,950,000 — Грунт Одиночный турнир — Парный турнир                            | Даниэль Нестор Марк Ноулз 6-2, 6-4         | Ги Форже Якоб Хласек           |
| 6 мая       | Грунтовый чемпионат США Пайнхерст, США ATP World Series $264,250- Грунт Турнир 1996                                                      | Фернандо Мелигени 6-4, 6-2                 | Матс Виландер                  |
| 6 мая       | Грунтовый чемпионат США Пайнхерст, США ATP World Series $264,250- Грунт Турнир 1996                                                      | Пэт Кэш Патрик Рафтер 6-2, 6-3             | Дэвид Уитон Кен Флэк           |
| 13 мая      | Открытый чемпионат Италии Рим, Италия ATP Super 9 $1,950,000 — Грунт Одиночный турнир — Парный турнир                                    | Томас Мустер 6-2, 6-4, 3-6, 6-3            | Рихард Крайчек                 |
| 13 мая      | Открытый чемпионат Италии Рим, Италия ATP Super 9 $1,950,000 — Грунт Одиночный турнир — Парный турнир                                    | Байрон Блэк Грант Коннелл 6-2, 6-3         | Либор Пимек Байрон Талбот      |
| 13 мая      | Международный теннисный чемпионат в Корал-Спрингс Корал-Спрингс, США ATP World Series $245,000 — Грунт Турнир 1996                       | Джейсон Столтенберг 7-6(4), 2-6, 7-5       | Крис Вудрафф                   |
| 13 мая      | Международный теннисный чемпионат в Корал-Спрингс Корал-Спрингс, США ATP World Series $245,000 — Грунт Турнир 1996                       | Тодд Вудбридж Марк Вудфорд 6-3, 6-3        | Айвен Бейрон Бретт Хансен-Дент |
| 20 мая      | Командный кубок мира Дюссельдорф, Германия Командный турнир Грунт — 8 команд (Группа) Турнир 1996                                        | Швейцария · 2-1                            | Чехия                          |
| 20 мая      | Открытый чемпионат Санкт-Пёльтена Санкт-Пёльтен, Австрия ATP World Series $400,000 — Грунт Турнир 1996                                   | Марсело Риос 6-2, 6-4                      | Феликс Мантилья                |
| 20 мая      | Открытый чемпионат Санкт-Пёльтена Санкт-Пёльтен, Австрия ATP World Series $400,000 — Грунт Турнир 1996                                   | Павел Визнер Слава Доседел 6-7, 6-4, 6-3   | Дэвид Адамс Менно Остинг       |
| 27 мая      | Открытый чемпионат Франции Париж, Франция Турнир Большого шлема $5,125,107 — Грунт Одиночный турнир — Парный турнир Турнир смешанных пар | Евгений Кафельников 7-6(4), 7-5, 7-6(4)    | Михаэль Штих                   |
| 27 мая      | Открытый чемпионат Франции Париж, Франция Турнир Большого шлема $5,125,107 — Грунт Одиночный турнир — Парный турнир Турнир смешанных пар | Даниэль Вацек Евгений Кафельников 6-2, 6-3 | Ги Форже Якоб Хласек           |
| 27 мая      | Открытый чемпионат Франции Париж, Франция Турнир Большого шлема $5,125,107 — Грунт Одиночный турнир — Парный турнир Турнир смешанных пар | Хавьер Франа Патрисия Тарабини 6-2, 6-2    | Люк Дженсен Николь Арендт      |

### Июнь
| Дата начала | Турнир | Чемпионы (Счёт финала)                        | Финалисты                            |
| ----------- | --- | --------------------------------------------- | ------------------------------------ |
| 10 июня     | Stella Artois Championships Лондон, Великобритания ATP World Series $675,000 — Трава Турнир 1996                                          | Борис Беккер 6-4, 7-6(3)                      | Стефан Эдберг                        |
| 10 июня     | Stella Artois Championships Лондон, Великобритания ATP World Series $675,000 — Трава Турнир 1996                                          | Тодд Вудбридж Марк Вудфорд 6-3, 7-6           | Себастьян Ларо Алекс О'Брайен        |
| 10 июня     | Открытый чемпионат Порту Порту, Португалия ATP World Series $400,000 — Грунт Турнир 1996                                                  | Феликс Мантилья 6-7(5), 6-4, 6-3              | Эрнан Гуми                           |
| 10 июня     | Открытый чемпионат Порту Порту, Португалия ATP World Series $400,000 — Грунт Турнир 1996                                                  | Эмануэль Коуту Бернарду Мота 4-6, 6-4, 6-4    | Джошуа Игл Эндрю Флорент             |
| 10 июня     | Чемпионат Росмалена Хертогенбос, Нидерланды ATP World Series $475,000 — Трава Турнир 1996                                                 | Ричи Ренеберг 6-4, 6-0                        | Стефан Симиан                        |
| 10 июня     | Чемпионат Росмалена Хертогенбос, Нидерланды ATP World Series $475,000 — Трава Турнир 1996                                                 | Павел Визнер Пол Килдерри 7-5, 6-3            | Даниэль Нестор Андерс Яррид          |
| 17 июня     | Теннисный турнир в Болонье Болонья, Италия ATP World Series $303,000 — Грунт Турнир 1996                                                  | Альберто Берасатеги 6-3, 6-4                  | Карлос Коста                         |
| 17 июня     | Теннисный турнир в Болонье Болонья, Италия ATP World Series $303,000 — Грунт Турнир 1996                                                  | Кристо ван Ренсбург Брент Хайгарт 6-1, 6-4    | Карим Алами Габор Кёвеш              |
| 17 июня     | Открытый чемпионат Ноттингема Ноттингем, Великобритания ATP World Series $303,000 — Трава Турнир 1996                                     | Ян Симеринк 6-3, 7-6(0)                       | Сэндон Столл                         |
| 17 июня     | Открытый чемпионат Ноттингема Ноттингем, Великобритания ATP World Series $303,000 — Трава Турнир 1996                                     | Марк Петчи Дэнни Сапсфорд 6-7, 7-6, 6-4       | Нил Броуд Пит Норвал                 |
| 17 июня     | Gerry Weber Open Халле, Германия ATP World Series $875,000 — Трава Турнир 1996                                                            | Никлас Культи 6-7(5), 6-3, 6-4                | Евгений Кафельников                  |
| 17 июня     | Gerry Weber Open Халле, Германия ATP World Series $875,000 — Трава Турнир 1996                                                            | Байрон Блэк Грант Коннелл 6-1, 7-5            | Даниэль Вацек Евгений Кафельников    |
| 24 июня     | Уимблдонский турнир Лондон, Великобритания Турнир Большого шлема $4,736,161 — Трава Одиночный турнир — Парный турнир Турнир смешанных пар | Рихард Крайчек 6-3, 6-4, 6-3                  | Маливай Вашингтон                    |
| 24 июня     | Уимблдонский турнир Лондон, Великобритания Турнир Большого шлема $4,736,161 — Трава Одиночный турнир — Парный турнир Турнир смешанных пар | Тодд Вудбридж Марк Вудфорд 4-6, 6-1, 6-3, 6-2 | Байрон Блэк Грант Коннелл            |
| 24 июня     | Уимблдонский турнир Лондон, Великобритания Турнир Большого шлема $4,736,161 — Трава Одиночный турнир — Парный турнир Турнир смешанных пар | Цирил Сук Хелена Сукова 1-6, 6-3, 6-2         | Марк Вудфорд Лариса Савченко-Нейланд |

### Июль
| Дата начала | Турнир                                                                                             | Чемпионы (Счёт финала)                          | Финалисты                       |
| ----------- | -------------------------------------------------------------------------------------------------- | ----------------------------------------------- | ------------------------------- |
| 8 июля      | Открытый чемпионат Швеции Бостад, Швеция ATP World Series $303,000 — Грунт Турнир 1996             | Магнус Густафссон 6-1, 6-3                      | Андрей Медведев                 |
| 8 июля      | Открытый чемпионат Швеции Бостад, Швеция ATP World Series $303,000 — Грунт Турнир 1996             | Джефф Таранго Давид Экерот 6-4, 3-6, 6-4        | Джошуа Игл Петер Нюборг         |
| 8 июля      | Suisse Open Gstaad Гштад, Швейцария ATP World Series $525,000 — Грунт Турнир 1996                  | Альберт Коста 4-6, 7-6(2), 6-1, 6-0             | Феликс Мантилья                 |
| 8 июля      | Suisse Open Gstaad Гштад, Швейцария ATP World Series $525,000 — Грунт Турнир 1996                  | Павел Визнер Иржи Новак 4-6, 7-6, 7-6           | Тревор Кронеман Дэвид Макферсон |
| 8 июля      | Hall of Fame Tennis Championships Ньюпорт, США ATP World Series $230,000 — Трава Турнир 1996       | Николас Перейра 4-6, 6-4, 6-4                   | Грант Стаффорд                  |
| 8 июля      | Hall of Fame Tennis Championships Ньюпорт, США ATP World Series $230,000 — Трава Турнир 1996       | Мариус Барнард Пит Норвал 6-7, 6-4, 6-4         | Пол Килдерри Майкл Теббатт      |
| 15 июля     | Legg Mason Tennis Classic Вашингтон, США ATP Championship Series $550,000 — Хард Турнир 1996       | Майкл Чанг 6-2, 6-4                             | Уэйн Феррейра                   |
| 15 июля     | Legg Mason Tennis Classic Вашингтон, США ATP Championship Series $550,000 — Хард Турнир 1996       | Скотт Дэвис Грант Коннелл 7-6, 3-6, 6-3         | Крис Вудрафф Даг Флэк           |
| 15 июля     | Mercedes Cup Штутгарт, Германия ATP Championship Series $915,000 — Грунт Турнир 1996               | Томас Мустер 6-2, 6-2, 6-4                      | Евгений Кафельников             |
| 15 июля     | Mercedes Cup Штутгарт, Германия ATP Championship Series $915,000 — Грунт Турнир 1996               | Либор Пимек Байрон Талбот 6-2, 5-7, 6-4         | Томас Карбонель Франсиско Ройг  |
| 22 июля     | Летние Олимпийские игры Атланта, США Олимпийские игры Хард Одиночный турнир — Парный турнир        | Андре Агасси 6-2, 6-3, 6-1                      | Серхи Бругера                   |
| 22 июля     | Летние Олимпийские игры Атланта, США Олимпийские игры Хард Одиночный турнир — Парный турнир        | Тодд Вудбридж Марк Вудфорд 6-4, 6-4, 6-2        | Нил Броуд Тим Хенмен            |
| 22 июля     | Открытый чемпионат Австрии Кицбюэль, Австрия ATP World Series $400,000 — Грунт Турнир 1996         | Альберто Берасатеги 6-2, 6-4, 6-4               | Алекс Корретха                  |
| 22 июля     | Открытый чемпионат Австрии Кицбюэль, Австрия ATP World Series $400,000 — Грунт Турнир 1996         | Либор Пимек Байрон Талбот 6-4, 6-3              | Дэвид Адамс Менно Остинг        |
| 29 июля     | Открытый чемпионат Нидерландов Амстердам, Нидерланды ATP World Series $475,000 — Грунт Турнир 1996 | Франсиско Клавет 7-5, 6-1, 6-1                  | Юнес эль-Айнауи                 |
| 29 июля     | Открытый чемпионат Нидерландов Амстердам, Нидерланды ATP World Series $475,000 — Грунт Турнир 1996 | Дональд Джонсон Франсиско Монтана 6-4, 3-6, 6-2 | Рикард Берг Джек Уэйт           |
| 29 июля     | Infiniti Open Лос-Анджелес, США ATP World Series $303,000 — Хард Турнир 1996                       | Майкл Чанг 6-4, 6-3                             | Рихард Крайчек                  |
| 29 июля     | Infiniti Open Лос-Анджелес, США ATP World Series $303,000 — Хард Турнир 1996                       | Мариус Барнард Пит Норвал 7-5, 6-2              | Йонас Бьоркман Никлас Культи    |

### Август
| Дата начала | Турнир | Чемпионы (Счёт финала)                   | Финалисты                         |
| ----------- | --- | ---------------------------------------- | --------------------------------- |
| 5 августа   | Открытый чемпионат Сан-Марино Сан-Марино, Сан-Марино ATP World Series $275,000 — Грунт Турнир 1996                                 | Альберт Коста 7-6(7), 6-3                | Феликс Мантилья                   |
| 5 августа   | Открытый чемпионат Сан-Марино Сан-Марино, Сан-Марино ATP World Series $275,000 — Грунт Турнир 1996                                 | Пабло Альбано Лукас Арнольд Кер 6-1, 6-3 | Себастьян Прието Мариано Худ      |
| 5 августа   | Great American Insurance ATP Championships Цинциннати, США ATP Super 9 $1,950,000 — Хард Одиночный турнир — Парный турнир          | Андре Агасси 7-6(4), 6-4                 | Майкл Чанг                        |
| 5 августа   | Great American Insurance ATP Championships Цинциннати, США ATP Super 9 $1,950,000 — Хард Одиночный турнир — Парный турнир          | Даниэль Нестор Марк Ноулз 3-6, 6-3, 6-4  | Сэндон Столл Цирил Сук            |
| 12 августа  | RCA Championships Индианаполис, США ATP Championship Series $915,000 — Хард Турнир 1996                                            | Пит Сампрас 7-6(3), 7-5                  | Горан Иванишевич                  |
| 12 августа  | RCA Championships Индианаполис, США ATP Championship Series $915,000 — Хард Турнир 1996                                            | Джим Грабб Ричи Ренеберг 7-6, 4-6, 6-4   | Петр Корда Цирил Сук              |
| 12 августа  | Pilot Pen International Нью-Хейвен, США ATP Championship Series $915,000 — Хард Турнир 1996                                        | Алекс О'Брайен 7-6(6), 6-4               | Ян Симеринк                       |
| 12 августа  | Pilot Pen International Нью-Хейвен, США ATP Championship Series $915,000 — Хард Турнир 1996                                        | Байрон Блэк Грант Коннелл 6-4, 6-4       | Йонас Бьоркман Никлас Культи      |
| 12 августа  | Открытый чемпионат Хорватии Умаг, Хорватия ATP World Series $375,000 — Грунт Турнир 1996                                           | Карлос Мойя 6-0, 7-6(4)                  | Феликс Мантилья                   |
| 12 августа  | Открытый чемпионат Хорватии Умаг, Хорватия ATP World Series $375,000 — Грунт Турнир 1996                                           | Пабло Альбано Луис Лобо 6-4, 6-1         | Гирт Дзелде Удо Пламбергер        |
| 19 августа  | Hamlet Cup Лонг-Айленд, США ATP World Series $225,000 — Хард Турнир 1996                                                           | Андрей Медведев 7-5, 6-3                 | Мартин Дамм                       |
| 19 августа  | Hamlet Cup Лонг-Айленд, США ATP World Series $225,000 — Хард Турнир 1996                                                           | Люк Дженсен Мерфи Дженсен 6-3, 7-6       | Александр Волков Хендрик Дреекман |
| 19 августа  | Du Maurier Open Торонто, Канада ATP Super 9 $1,750,000 — Хард Одиночный турнир — Парный турнир                                     | Уэйн Феррейра 6-2, 6-4                   | Тодд Вудбридж                     |
| 19 августа  | Du Maurier Open Торонто, Канада ATP Super 9 $1,750,000 — Хард Одиночный турнир — Парный турнир                                     | Патрик Гэлбрайт Паул Хархёйс 6-3, 7-5    | Даниэль Нестор Марк Ноулз         |
| 26 августа  | Открытый чемпионат США Нью-Йорк, США Турнир Большого шлема $4,806,000 — Хард Одиночный турнир — Парный турнир Турнир смешанных пар | Пит Сампрас 6-1, 6-4, 7-6(3)             | Майкл Чанг                        |
| 26 августа  | Открытый чемпионат США Нью-Йорк, США Турнир Большого шлема $4,806,000 — Хард Одиночный турнир — Парный турнир Турнир смешанных пар | Тодд Вудбридж Марк Вудфорд 4-6, 7-6, 7-6 | Паул Хархёйс Якко Элтинг          |
| 26 августа  | Открытый чемпионат США Нью-Йорк, США Турнир Большого шлема $4,806,000 — Хард Одиночный турнир — Парный турнир Турнир смешанных пар | Патрик Гэлбрайт Лиза Реймонд 7-6, 7-6    | Рик Лич Манон Боллеграф           |

### Сентябрь
| Дата начала | Турнир | Чемпионы (Счёт финала)                     | Финалисты                       |
| ----------- | --- | ------------------------------------------ | ------------------------------- |
| 9 сентября  | Cerveza Club Colombia Open Богота, Колумбия ATP World Series $303,000 — Грунт Турнир 1996                       | Томас Мустер 6-7(6), 6-2, 6-3              | Николас Лапентти                |
| 9 сентября  | Cerveza Club Colombia Open Богота, Колумбия ATP World Series $303,000 — Грунт Турнир 1996                       | Николас Перейра Давид Рикл 6-3, 7-6        | Пабло Кампанья Николас Лапентти |
| 9 сентября  | Международный теннисный турнир в Борнмуте Борнмут, Великобритания ATP World Series $375,000 — Грунт Турнир 1996 | Альберт Коста 6-7(4), 6-2, 6-2             | Марк-Кевин Гёлльнер             |
| 9 сентября  | Международный теннисный турнир в Борнмуте Борнмут, Великобритания ATP World Series $375,000 — Грунт Турнир 1996 | Марк-Кевин Гёлльнер Грег Руседски 6-3, 7-6 | Родольф Жильбер Нуну Маркиш     |
| 9 сентября  | Открытый чемпионат Румынии Бухарест, Румыния ATP World Series $475,000 — Грунт Турнир 1996                      | Альберто Берасатеги 6-1, 7-6(5)            | Карлос Мойя                     |
| 9 сентября  | Открытый чемпионат Румынии Бухарест, Румыния ATP World Series $475,000 — Грунт Турнир 1996                      | Джефф Таранго Давид Экерот 7-6, 7-6        | Дэвид Адамс Менно Остинг        |
| 16 сентября | Кубок Дэвиса 1996. 1/2 финала Нант, Франция — Ковёр (зал) Прага, Чехия — Ковёр (зал)                            | Победители Франция 3-2 Швеция 4-1          | Проигравшие Италия Чехия        |
| 23 сентября | Davidoff Swiss Indoors Базель, Швейцария ATP World Series $975,000 — Ковёр (зал) Турнир 1996                    | Пит Сампрас 7-5, 6-2, 6-0                  | Хендрик Дреекман                |
| 23 сентября | Davidoff Swiss Indoors Базель, Швейцария ATP World Series $975,000 — Ковёр (зал) Турнир 1996                    | Даниэль Вацек Евгений Кафельников 6-3, 6-4 | Дэвид Адамс Менно Остинг        |
| 23 сентября | Международный теннисный чемпионат на Сицилии Палермо, Италия ATP World Series $303,000 — Грунт Турнир 1996      | Карим Алами 7-5, 2-1 — отказ               | Адриан Войня                    |
| 23 сентября | Международный теннисный чемпионат на Сицилии Палермо, Италия ATP World Series $303,000 — Грунт Турнир 1996      | Эндрю Кратцман Маркос Ондруска 7-6, 6-4    | Кристиан Бранди Эмилио Санчес   |
| 30 сентября | Гран-при Лиона Лион, Франция ATP World Series $725,000 — Ковёр (зал) Турнир 1996                                | Евгений Кафельников 7-5, 6-3               | Арно Бёч                        |
| 30 сентября | Гран-при Лиона Лион, Франция ATP World Series $725,000 — Ковёр (зал) Турнир 1996                                | Джим Грэбб Ричи Ренеберг 6-2, 6-1          | Нил Броуд Пит Норвал            |
| 30 сентября | Открытый чемпионат Марбельи Марбелья, Испания ATP World Series $303,000 — Грунт Турнир 1996                     | Марк-Кевин Гёлльнер 7-6(4), 7-6(2)         | Алекс Корретха                  |
| 30 сентября | Открытый чемпионат Марбельи Марбелья, Испания ATP World Series $303,000 — Грунт Турнир 1996                     | Эндрю Кратцман Джек Уэйт 6-7, 6-3, 6-4     | Пабло Альбано Лукас Арнольд Кер |
| 30 сентября | Открытый чемпионат Сингапура Сингапур ATP World Series $389,250 — Ковёр (зал) Турнир 1996                       | Джонатан Старк 6-4, 6-4                    | Майкл Чанг                      |
| 30 сентября | Открытый чемпионат Сингапура Сингапур ATP World Series $389,250 — Ковёр (зал) Турнир 1996                       | Тодд Вудбридж Марк Вудфорд 7-6, 7-6        | Мартин Дамм Андрей Ольховский   |

### Октябрь
| Дата начала | Турнир | Чемпионы (Счёт финала)                      | Финалисты                         |
| ----------- | --- | ------------------------------------------- | --------------------------------- |
| 7 октября   | Открытый чемпионат Вены Вена, Австрия ATP Championship Series $675,000 — Ковёр (зал) Турнир 1996               | Борис Беккер 6-4, 6-7(7), 6-2, 6-3          | Ян Симеринк                       |
| 7 октября   | Открытый чемпионат Вены Вена, Австрия ATP Championship Series $675,000 — Ковёр (зал) Турнир 1996               | Даниэль Вацек Евгений Кафельников 7-6, 6-4  | Павел Визнер Менно Остинг         |
| 7 октября   | Nokia Open Пекин ATP World Series $303,000 — Ковёр (зал) Турнир 1996                                           | Грег Руседски 7-6(5), 6-4                   | Мартин Дамм                       |
| 7 октября   | Nokia Open Пекин ATP World Series $303,000 — Ковёр (зал) Турнир 1996                                           | Мартин Дамм Андрей Ольховский 6-4, 7-5      | Патрик Кюнен Гэри Мюллер          |
| 14 октября  | Открытый чемпионат Остравы Острава, Чехия ATP World Series $450,000 — Ковёр (зал) Турнир 1996                  | Давид Приносил 6-1, 6-2                     | Петр Корда                        |
| 14 октября  | Открытый чемпионат Остравы Острава, Чехия ATP World Series $450,000 — Ковёр (зал) Турнир 1996                  | Сэндон Столл Цирил Сук 7-6, 6-3             | Ян Крошлак Кароль Кучера          |
| 14 октября  | Открытый чемпионат Тель-Авива Тель-Авив, Израиль ATP World Series $303,000 — Хард Турнир 1996                  | Хавьер Санчес 6-4, 7-5                      | Маркос Ондруска                   |
| 14 октября  | Открытый чемпионат Тель-Авива Тель-Авив, Израиль ATP World Series $303,000 — Хард Турнир 1996                  | Маркос Ондруска Грант Стаффорд 6-3, 6-2     | Ноам Бер Эяль Эрлих               |
| 14 октября  | Гран-при Тулузы Тулуза, Франция ATP World Series $375,000 — Хард (зал) Турнир 1996                             | Марк Филиппуссис 6-1, 5-7, 6-4              | Магнус Ларссон                    |
| 14 октября  | Гран-при Тулузы Тулуза, Франция ATP World Series $375,000 — Хард (зал) Турнир 1996                             | Паул Хархёйс Якко Элтинг 6-3, 7-5           | Оливье Делетр Гийом Рау           |
| 21 октября  | Eurocard Open Штутгарт, Германия ATP Super 9 $1,950,000 — Ковёр (зал) Одиночный турнир — Парный турнир         | Борис Беккер 3-6, 6-3, 3-6, 6-3, 6-4        | Пит Сампрас                       |
| 21 октября  | Eurocard Open Штутгарт, Германия ATP Super 9 $1,950,000 — Ковёр (зал) Одиночный турнир — Парный турнир         | Себастьян Ларо Алекс О'Брайен 3-6, 6-4, 6-3 | Паул Хархёйс Якко Элтинг          |
| 28 октября  | Открытый чемпионат Парижа Париж, Франция ATP Super 9 $2,300,000 — Ковёр (зал) Одиночный турнир — Парный турнир | Томас Энквист 6-2, 6-4, 7-5                 | Евгений Кафельников               |
| 28 октября  | Открытый чемпионат Парижа Париж, Франция ATP Super 9 $2,300,000 — Ковёр (зал) Одиночный турнир — Парный турнир | Паул Хархёйс Якко Элтинг 6-4, 4-6, 7-6      | Даниэль Вацек Евгений Кафельников |

### Ноябрь
| Дата начала | Турнир | Чемпионы (Счёт финала)                        | Финалисты                     |
| ----------- | --- | --------------------------------------------- | ----------------------------- |
| 4 ноября    | Кубок Кремля Москва, Россия ATP World Series $1,125,000 — Ковёр (зал) Турнир 1996                                           | Горан Иванишевич 3-6, 6-1, 6-3                | Евгений Кафельников           |
| 4 ноября    | Кубок Кремля Москва, Россия ATP World Series $1,125,000 — Ковёр (зал) Турнир 1996                                           | Рик Лич Андрей Ольховский 4-6, 6-1, 6-2       | Иржи Новак Давид Рикл         |
| 4 ноября    | Hellmann’s Cup Сантьяго, Чили ATP World Series $203,000 — Грунт Турнир 1996                                                 | Эрнан Гуми 6-4, 7-5                           | Марсело Риос                  |
| 4 ноября    | Hellmann’s Cup Сантьяго, Чили ATP World Series $203,000 — Грунт Турнир 1996                                                 | Густаво Куэртен Фернандо Мелигени 6-4, 6-2    | Дину Пескариу Альберт Портас  |
| 4 ноября    | Открытый чемпионат Стокгольма Стокгольм, Швеция ATP World Series $800,000 — Хард (зал) Турнир 1996                          | Томас Энквист 7-5, 6-4, 7-6(0)                | Тодд Мартин                   |
| 4 ноября    | Открытый чемпионат Стокгольма Стокгольм, Швеция ATP World Series $800,000 — Хард (зал) Турнир 1996                          | Патрик Гэлбрайт Джонатан Старк 7-6, 6-4       | Крис Вудрафф Тодд Мартин      |
| 13 ноября   | Чемпионат мира ATP в парном разряде Хартфорд, США Итоговый турнир $500,000 — Ковёр (зал) — 8D (Группа) Турнир 1996          | Тодд Вудбридж Марк Вудфорд 6-4, 5-7, 6-2, 7-6 | Себастьян Ларо Алекс О'Брайен |
| 19 ноября   | Чемпионат мира ATP в одиночном разряде Ганновер, Германия Итоговый турнир $3,300,000 — Хард (зал) — 8S (Группа) Турнир 1996 | Пит Сампрас 3-6, 7-6(5), 7-6(4), 6-7(11), 6-4 | Борис Беккер                  |
| 26 ноября   | Кубок Дэвиса 1996. Финал Мальмё, Швеция — Хард (зал)                                                                        | Франция 3-2                                   | Швеция                        |

### Декабрь
| Дата начала | Турнир                                                                                 | Чемпионы (Счёт финала)     | Финалисты        |
| ----------- | -------------------------------------------------------------------------------------- | -------------------------- | ---------------- |
| 6 декабря   | Кубок Большого шлема Мюнхен, Германия Выставочный $6,000,000 — Ковёр (зал) Турнир 1996 | Борис Беккер 6-3, 6-4, 6-4 | Горан Иванишевич |

## Рейтинг ATP

### Одиночный рейтинг
| по данным на 30 декабря 1996 | по данным на 30 декабря 1996 | по данным на 30 декабря 1996 | по данным на 30 декабря 1996 | по данным на 30 декабря 1996 |
| Поз.                         | Теннисист                    | Очки                         | 1995                         | +/-                          |
| ---------------------------- | ---------------------------- | ---------------------------- | ---------------------------- | ---------------------------- |
| 1                            | Пит Сампрас                  | 4 865                        | 1                            | ▬                            |
| 2                            | Майкл Чанг                   | 3 597                        | 5                            | ▲ 3                          |
| 3                            | Евгений Кафельников          | 3 564                        | 6                            | ▲ 3                          |
| 4                            | Горан Иванишевич             | 3 492                        | 10                           | ▲ 6                          |
| 5                            | Томас Мустер                 | 3 166                        | 3                            | ▼ 2                          |
| 6                            | Борис Беккер                 | 2 983                        | 4                            | ▼ 2                          |
| 7                            | Рихард Крайчек               | 2 380                        | 11                           | ▲ 4                          |
| 8                            | Андре Агасси                 | 2 364                        | 2                            | ▼ 6                          |
| 9                            | Томас Энквист                | 2 191                        | 7                            | ▼ 2                          |
| 10                           | Уэйн Феррейра                | 2 149                        | 9                            | ▼ 1                          |
| 11                           | Марсело Риос                 | 2 114                        | 25                           | ▲ 14                         |
| 12                           | Тодд Мартин                  | 2 039                        | 18                           | ▲ 6                          |
| 13                           | Альберт Коста                | 1 757                        | 24                           | ▲ 11                         |
| 14                           | Стефан Эдберг                | 1 567                        | 23                           | ▲ 9                          |
| 15                           | Ян Симеринк                  | 1 530                        | 21                           | ▲ 6                          |
| 16                           | Михаэль Штих                 | 1 518                        | 12                           | ▼ 4                          |
| 17                           | Магнус Густафссон            | 1 515                        | 84                           | ▲ 67                         |
| 18                           | Феликс Мантилья              | 1 505                        | 92                           | ▲ 74                         |
| 19                           | Альберто Берасатеги          | 1 477                        | 32                           | ▲ 13                         |
| 20                           | Маливай Вашингтон            | 1 472                        | 26                           | ▲ 6                          |

### Парный рейтинг (Игроки)
| по данным на 30 декабря 1996 | по данным на 30 декабря 1996 | по данным на 30 декабря 1996 | по данным на 30 декабря 1996 | по данным на 30 декабря 1996 |
| Поз.                         | Теннисист                    | Очки                         | 1995                         | +/-                          |
| ---------------------------- | ---------------------------- | ---------------------------- | ---------------------------- | ---------------------------- |
| 1                            | Тодд Вудбридж                | 4 923                        | 1                            | ▬                            |
| 1                            | Марк Вудфорд                 | 4 923                        | 2                            | ▲ 1                          |
| 3                            | Грант Коннелл                | 3 410                        | 5                            | ▲ 2                          |
| 4                            | Байрон Блэк                  | 3 099                        | 18                           | ▲ 14                         |
| 5                            | Евгений Кафельников          | 3 028                        | 9                            | ▲ 4                          |
| 6                            | Паул Хархёйс                 | 2 983                        | 3                            | ▼ 3                          |
| 7                            | Марк Ноулз                   | 2 919                        | 7                            | ▬                            |
| 8                            | Даниэль Вацек                | 2 727                        | 11                           | ▲ 3                          |
| 9                            | Якоб Хласек                  | 2 701                        | 24                           | ▲ 15                         |
| 10                           | Патрик Гэлбрайт              | 2 677                        | 6                            | ▼ 4                          |
| 11                           | Даниэль Нестор               | 2 535                        | 10                           | ▼ 1                          |
| 12                           | Йонас Бьоркман               | 2 513                        | 26                           | ▲ 14                         |
| 13                           | Эллис Феррейра               | 2 435                        | 68                           | ▲ 55                         |
| 14                           | Ги Форже                     | 2 418                        | 32                           | ▲ 18                         |
| 15                           | Алекс О'Брайен               | 2 343                        | 31                           | ▲ 16                         |
| 16                           | Никлас Культи                | 2 220                        | 50                           | ▲ 34                         |
| 17                           | Себастьен Ларо               | 2 217                        | 55                           | ▲ 38                         |
| 18                           | Якко Элтинг                  | 2 214                        | 3                            | ▼ 15                         |
| 19                           | Андрей Ольховский            | 2 054                        | 12                           | ▼ 7                          |
| 20                           | Рик Лич                      | 1 954                        | 19                           | ▼ 1                          |